# 護佐丸・阿麻和利の乱
護佐丸・阿麻和利の乱（ごさまる・あまわりのらん）は、1458年に尚泰久王治世下の第一尚氏王統琉球王国で発生した内乱。

## 概要
尚金福王の後継者争いである志魯・布里の乱は、双方の当事者である王世子・志魯と王弟・布里が落命して終わったが、そのため乱後に第6代王に即位した尚泰久王の権力基盤は不安定で、護佐丸や阿麻和利をはじめとする地方の有力按司がせめぎ合っていた。

### 琉球正史による評価
「中山世鑑」ほか正史によると、勝連城の按司であった阿麻和利は首里城を陥落させ王位に就こうと野心を抱いていた。尚泰久は娘の百度踏揚を阿麻和利に嫁がせ、忠臣の護佐丸を読谷山の座喜味城から中城城の按司に任じて牽制した。
これに対して阿麻和利は、護佐丸が兵馬を訓練して力をつけ、反逆を企てていると讒言した。泰久王は疑いつつも、実際に護佐丸が軍備を整えているのを知り、阿麻和利に護佐丸を討たせた。しかし、護佐丸には謀反の心はなく、抵抗せずに自刃した。阿麻和利は今度は泰久王を狙おうとしたが、妻に嫁いでいた百度踏揚と付き人の越来賢雄（鬼大城）がこれを知らせたので、王は阿麻和利を討ったという。

### 反説
三山時代から琉球に征服を受けるまでの間、喜界島は琉球の勝連按司の勢力、連合下にあったとされる（「喜界町誌」）。護佐丸や阿麻和利を巡る争乱は、首里中山の尚氏勢力と、勝連・喜界島連合勢力との軍事衝突が本質にあったとする。
1422年の護佐丸の読谷山への移封、座喜味城の築城には、読谷山の交易勢力（当時、琉球・南蛮貿易が活発でありその根拠地であった）と奄美大島笠利、喜界島との関わりがあり、築城の人夫は笠利や喜界島から徴発された。護佐丸は中北山の後裔であり、1416年には滅ぼされた北山の影響範囲にあった、奄美の各島との繋がりがあったと考えられる。1430年、護佐丸が中城城に移封されると、1441年に首里軍による奄美大島への侵攻が始まった。1458年にこの乱が起きて護佐丸、阿麻和利ともに誅された。1466年、勝連勢力を下した尚徳王は間もなく喜界島征服に自ら乗り出している。この事から、中山は後北山を滅ぼしたがその遺された権益は護佐丸が握り、臣下に置いていたとは雖も完全に掌握はしていなかった事を示唆する。護佐丸や阿麻和利の勢力を排斥する事により中山が奄美群島の権益を完全に掌握したとも言える。
正史では護佐丸が忠臣、阿麻和利が悪人とされているが、『おもろさうし』には阿麻和利を英雄として讃えるおもろが収録されており、伊波普猷は通説に疑問を呈している。
なお異説として、勝連城に大きな戦乱の痕跡が無いことから阿麻和利は波照間島に配流され隠遁、城は無血開城したと言う説がある。